# 구울 거면 머그컵도
《구울 거면 머그컵도》(やくならマグカップも)는 도예를 소재로 한 일본의 만화이다. 기후현 타지미시가 배경이며, 일본 전통 공예품인 미노야키를 테마로 하여 4명의 여고생이 도예의 매력에 빠지는 청춘 스토리를 그린다.

## 줄거리
토요카와 히메노는 은퇴한 아버지와 함께 어렸을 때 돌아가신 어머니의 고향인 기후현 타지미시로 이사왔다. 히메노는 어머니의 모교에 다니게 되고, 같은 반 친구인 쿠쿠리 미카의 권유로 함께 어떤 장소에 가게 되었다.
그 맞은편은 도예부로, 히메노는 처음으로 어머니가 전설의 도예가였다는 것을 알고, 도예의 세계로 끌려들어가는데.